# Zaeera detzneri
Zaeera detzneri là một loài bọ cánh cứng trong họ Cerambycidae.